# آصلی بایرام
آصلی بایرام (به آلمانی: Aslı Bayram) هنرپیشه و مانکن آلمانی با اصالت ترک که در سال ۲۰۰۵ به عنوان دختر شایسته آلمان برگزیده شد. تایمز، وی را به عنوان یکی از قانع کننده‌ترین و ظریف‌ترین بازیگران آلمان نامیده‌است.